# Peter Kostis
Peter Kostis (* 23. Dezember 1946 in Sanford, Maine) ist ein US-amerikanischer Golfanalytiker und -lehrer.
Kostis ist ein weltweit anerkannter Golfinstruktor und Mitglied des Golf Digest-Lehrkörpers. Unter seinen Schülern befanden sich Golfgrößen wie Bernhard Langer, Steve Elkington oder Paul Casey, aber auch die Quarterback-Legende Dan Marino. Kostis und sein Partner Gary McCord betreiben das Kostis/McCord Learning Center in Scottsdale, Arizona. Im Jahre 1992 stieß er zu CBS Sports als Golfreporter und ist mittlerweile der führende Golfschwungexperte dieser US-amerikanischen Fernsehstation. Zusätzlich ist Kostis auch der erste Golfanalytiker für USA Network. 
Er lebt mit seiner Frau Sandy und zwei Kindern in Paradise Valley, Arizona.